# Omicron Hydrae
Omicron Hydrae ( Hydrae) é uma estrela na direção da constelação de Hydra. Possui uma ascensão reta de 11h 40m 12.82s e uma declinação de −34° 44′ 40.8″. Sua magnitude aparente é igual a 4.70. Considerando sua distância de 495 anos-luz em relação à Terra, sua magnitude absoluta é igual a −1.21. Pertence à classe espectral B9V.